# Brachythecium confluens
Brachythecium confluens là một loài rêu trong họ Brachytheciaceae. Loài này được Müll. Hal. Kindb. mô tả khoa học đầu tiên năm 1888.